# Nicolas Lancret
Nicolas Lancret (Parigi, 22 gennaio 1690 – Parigi, 14 settembre 1743) è stato un pittore francese.

## Biografia
I suoi maestri furono Pierre Dulin e Claude Gillot, maestro anche di Antoine Watteau.
Aderì al Rococò e si dedicò alla pittura paesaggistica.
Diventò membro dell'Accademia delle belle arti parigina nel 1719. Sposò una delle nipoti del drammaturgo Edme Boursault.
L'opera di Lancret è molto vasta e per lo più dedicata alla descrizione delle celebrazioni sociali del tempo, come balli, fiere e feste in genere, in riferimento al mondo raffinato dell'arcadia settecentesca.
L'opera di Lancret si caratterizzò per i colori lievi, preziosi e sensuali e per un'atmosfera da favola che descrive i rapporti e le attività umane.
Lancret fu molto apprezzato e tra i suoi clienti ebbe i più importanti principi europei.